# Pień (województwo kujawsko-pomorskie)
Pień – wieś w Polsce, położona w województwie kujawsko-pomorskim, w powiecie bydgoskim, w gminie Dąbrowa Chełmińska. W latach 1975–1998 miejscowość położona była w województwie bydgoskim.

## Położenie
Miejscowość położona jest w gminie Dąbrowa Chełmińska, powiecie bydgoskim, na historycznej Ziemi Chełmińskiej. Wieś rozlokowana jest na wyeksponowanej krawędzi doliny Wisły. Skraj Wysoczyzny Chełmińskiej przylegający do krawędzi doliny jest rozcięty przez liczne rynny i parowy, przez co topografia wsi jest zróżnicowana. Miejscowość znajduje się w obrębie Fordońskiego Przełomu Wisły.

## Nazwa
Nazwę wsi wywodzi się od łacińskiego rzeczownika Pin oznaczającego sosnę. W najstarszych źródłach pisanych, wzmiankujących nazwy miejscowości, Pień pojawia się jako: Pin (1222), Peene, Pene, Pehen.

## Charakterystyka

### Demografia
Według Narodowego Spisu Powszechnego (III 2011 r.) wieś liczyła 54 mieszkańców. Jest szesnastą co do wielkości miejscowością gminy Dąbrowa Chełmińska.

### Przyroda i rekreacja
Wieś położona jest na obszarze o godnych uwagi walorach przyrodniczych i rekreacyjnych. Od wschodu graniczy z kompleksem leśnym, od zachodu z łąkami nadwiślańskimi. W pobliżu miejscowości rozlokowane są cztery rezerwaty przyrody: Las Mariański, Wielka Kępa Ostromecka, Linje oraz Reptowo, które chronią siedliska związane z doliną Wisły: łęgi, grądy i bory mieszane, torfowiska i stanowisko lęgowe czapli siwej. W 2003 wieś włączono w obszar Zespołu Parków Krajobrazowych Chełmińskiego i Nadwiślańskiego. Tereny zalewowe Wisły objęte są siecią obszarów Natura 2000 pn.: Dolina Dolnej Wisły (obszar specjalnej ochrony ptaków) i Solecka Dolina Wisły.

### Szlaki turystyczne
Przez Pień prowadzą szlaki turystyczne:
- szlak rowerowy „Dookoła Dolinie Dolnej Wisły” Bydgoszcz – Świecie – Chełmno – Bydgoszcz[5]
- Wiślana Trasa Rowerowa – odcinek prawobrzeżny

### Grodzisko
We wsi znajduje się grodzisko kultury łużyckiej zlokalizowane na wyeksponowanym skraju zbocza o wysokości 80 m, stromo opadającego ku Wiśle. U jego podnóża znajduje się tzw. Reptówka – odcięte od nurtu głównego starorzecze Wisły. Na terenie wsi znajdywano relikty ceramiczne i metalowe, cmentarzyska popielnicowe. Śladami kontaktów handlowych z okresu wpływów rzymskich są monety rzymskie, paciorki szklane, wisiorki, misy, dzbany i wiadra.
W latach 2005–2009 badania wykopaliskowe średniowieczno-nowożytnego zespołu osadniczego w Pniu przeprowadzał Zakład Archeologii Średniowiecza i Czasów Nowożytnych Instytutu Archeologii Uniwersytetu Mikołaja Kopernika w Toruniu. Podczas badań odkryto ślady drewnianego zamku krzyżackiego prokuratora, funkcjonującego tu w latach 1411–1422, a poniżej pozostałości wczesnośredniowiecznego wału grodowego, wykonanego z drewna, gliny i kamieni. Czas jego powstania określono połowę X wieku. W 2007 roku wydobyto ogółem ok. 1200 fragmentów naczyń ceramicznych, z tego ok. 700 ułamków egzemplarzy wczesnośredniowiecznych i ok. 500 późnośredniowiecznych oraz 23 jamy grobowe. Rok później wydobyto 3,7 tysiąca fragmentów średniowiecznych naczyń ceramicznych, 91 fragmentów kafli garnkowych oraz zabytki żelazne (uzbrojenie, oporządzenie, narzędzia itp.) Okres powstania wczesnośredniowiecznego cmentarzyska w Pniu określono na czas między II połową X a początkiem XI wieku. W XVI wieku na grodzisku założono cmentarz, który był użytkowany przez miejscową ludność aż do XIX wieku.
Na odkrytym w l. 60. XX wieku cmentarzysku dokonano szeregu odkryć archeologicznych, m.in. końskiego grobu. 30 sierpnia 2022 archeolodzy odkryli na nim grób młodej kobiety z założonym na szyję sierpem i trójkątną kłódką, zapiętą na palcu lewej stopy (pochówek wampiryczny). Badania kontynuowane latem 2023 przyniosły nowe odkrycia – m.in. kolejny grób z kłódką, jamę ze szczątkami trójki dzieci, pustą jamę grobową oraz kilka innych nietypowych pochówków. Naukowcy przypuszczają, że mógł to być cmentarz osób „odrzuconych” – chorych, nietypowych, budzących obawy w ówczesnym społeczeństwie. 

### Zabytki
- dwór z przełomu XIX/XX wieku wraz z towarzyszącymi zabudowaniami folwarcznymi
- miejsce po zameczku prokuratorskim z XV wieku, nad jeziorem Reptówka

## Historia
W VII wieku istniała tu osada ludności słowiańskiej. W XI wieku tereny te wchodziły w skład państwa Bolesława Chrobrego. Gród wraz z okolicą przeszedł XII wieku we władanie książąt pomorskich jako posag siostry Żyrona, wojewody mazowieckiego. Miejscowość wymieniono po raz pierwszy w źródłach pisanych 5 sierpnia 1222 roku w akcie nadania przez księcia Konrada I mazowieckiego rozległych posiadłości w ziemi chełmińskiej na rzecz biskupa misyjnego Prus – Chrystiana.
W latach 1223–1247 dziedzicem grodu Pień i kilkunastu wsi do niego należących był Świętopełk II Wielki, a następnie przeszedł on we władanie Krzyżaków. Spór o gród Pień między Świętopełkiem, a mistrzem krzyżackim Hermanem von Balk rozpatrywał 21 października 1247 sąd polubowny odbyty na wiślanej wyspie między Świeciem, a Chełmnem. Rozjemcami byli: arcybiskup gnieźnieński Pełka i pierwszy biskup chełmiński Heidenryk. Dokument wzmiankował o istnieniu tu fortyfikacji (Pin in quofuit castrum).
W czasach krzyżackich Pień był wójtostwem, a od 1414 roku prokuratorią komturstwa bierzgłowskiego. Z tego powodu powstał tu prawdopodobnie w tym okresie, niewielki zamek. Od 1416 roku podlegał komturstwu toruńskiemu, pozostając nadal siedzibą prokuratorii. Podczas wojny golubskiej dokumenty krzyżackie wspominały, że zamek był w złym stanie technicznym. Z powodu działań wojennych z Królestwem Polskim i zagrożenia atakiem przez starostę bydgoskiego Janusza Brzozogłowego, zamek w Pniu został przez Krzyżaków opuszczony i spalony.
Po zakończeniu wojny trzynastoletniej w 1466 roku miejscowość została włączona do Królestwa Polskiego. Posiadał ją wówczas szlachecki ród Elżanowskich. Wieś należała początkowo do parafii bolumińskiej lub czarżańskiej, a po 1466 – ostromeckiej. W 1613 roku Pień od Łukasza Elbanowskiego, chorążego chełmińskiego kupiła ksienia (przełożona klasztoru żeńskiego) Magdalena Mortęska dla klasztoru benedyktynek w Chełmnie. Posiadłość przekazano w dzierżawę rodziny von Lewińskich, która dzierżyła go prawdopodobnie aż do 1882 roku. Arendarz von Lewiński wzniósł budynek mieszkalny, karczmę-sklep i zabudowania gospodarcze. W 1618 roku we wsi urządzono staw przepływowy z młynem wodnym.
Po wojnach szwedzkich Pień został zrujnowany i zszedł do rangi drobnego folwarku, który od 1772 roku wraz z całą Ziemią Chełmińską podlegał jurysdykcji Królestwa Prus. Skonfiskowany folwark o powierzchni ok. 120 ha (w tym ok. 20 ha lasu) przeszedł pod zarząd pruskiej domeny królewskiej. Teren rozdzielono między dzierżawców wieczystych. Do majątku Pień, którego obszar wynosił 390 ha, należała też część sąsiedniej wsi zwanej Słończ Pieński. Od 1850 folwark należał do Karola Augusta Eistaedta, a od 1882 do Hermanna Bolta. Powstała w tym czasie nowa zagroda folwarczna. Właściciele byli jednocześnie urzędnikami stanu cywilnego tzw. pruskiego okręgu ostromeckiego. W okresie międzywojennym majątek nadal dzierżyła rodzina Boldtów. Hugon Boldt, ostatni niemiecki właściciel folwarku Pień, w 1939 roku był członkiem zbrodniczej organizacji Volksdeutscher Selbstschutz i przyczynił się do zamordowania kilku Polaków. Po II wojnie światowej część ziemi rozparcelowano na rzecz osób prywatnych, a pozostałą część przekazano Rolniczej Spółdzielni Produkcyjnej, a po jej rozwiązaniu PGR. Od lat 90. XX w. całość ziemi użytkują rolnicy.

### Ciekawostki
W 1282 roku w pobliżu wsi Pień istniała zanikła obecnie osada Kindorf, granicząca ze wsiami Pień i Czarże, położona tuż nad brzegiem Wisły. W 1319 roku w Kindorfie, w obecności krzyżackiego mistrza krajowego Henryka von Gera, pertraktowali, będący w sporze piastowscy książęta: Leszek inowrocławski i Przemysł inowrocławski. W latach 1400–1438 Kindorf stanowił własność Zakonu Krzyżackiego w komturstwie starogrodzkim, a w 1505 okręg starogrodzki – ze wsią Kindorf – Aleksander Jagiellończyk, król Polski, nadał biskupom chełmińskim. Z kolei w 1532 roku dobra Kindorf biskup chełmiński Jan Konopacki zamienił z Wawrzyńcem Knopfem, który w latach następnych otrzymał je na własność. Brak dalszych wzmianek źródłowych o tej wsi.

## Galeria zdjęć

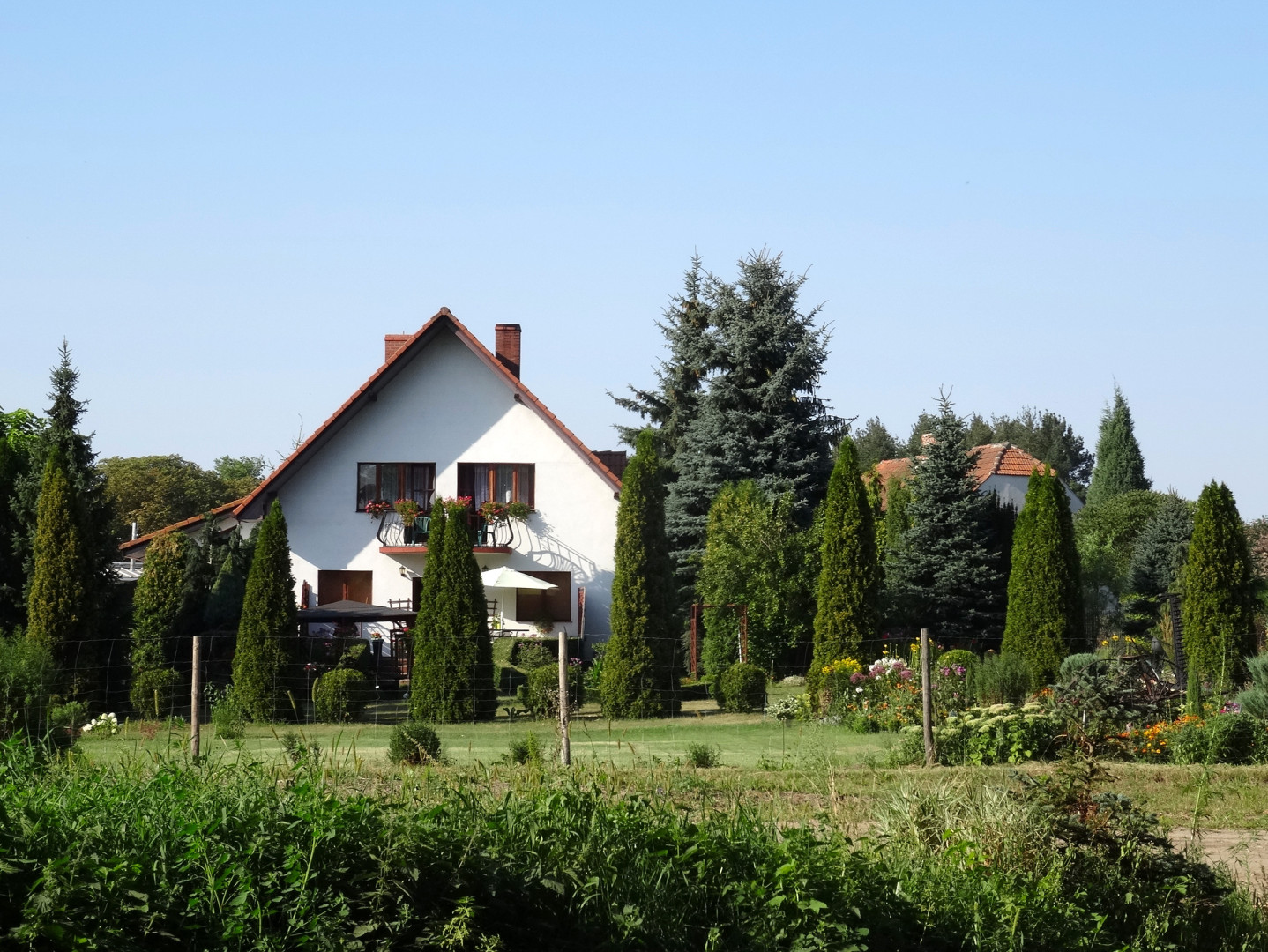
Dom we wsi
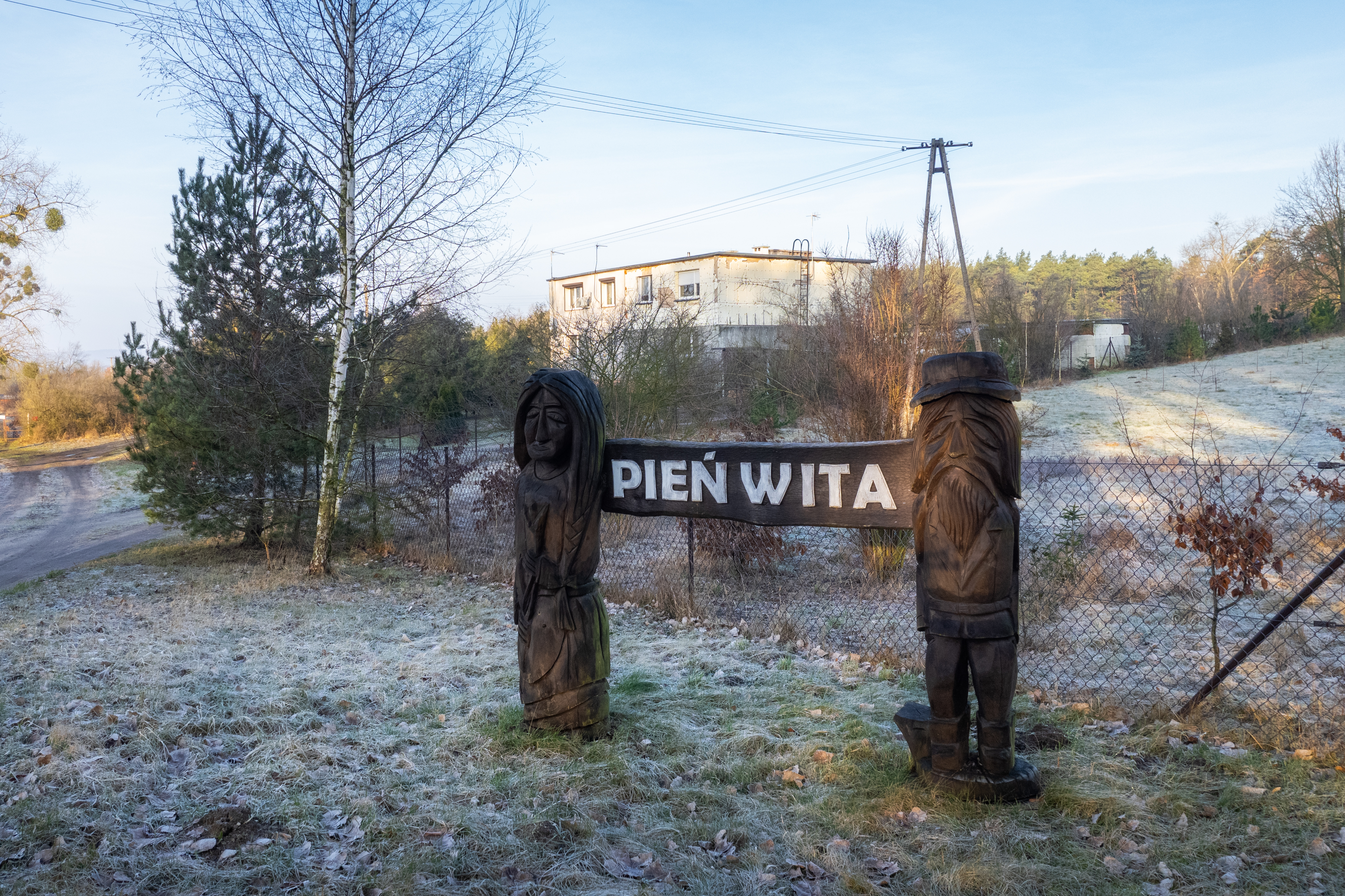
Drewniane rzeźby
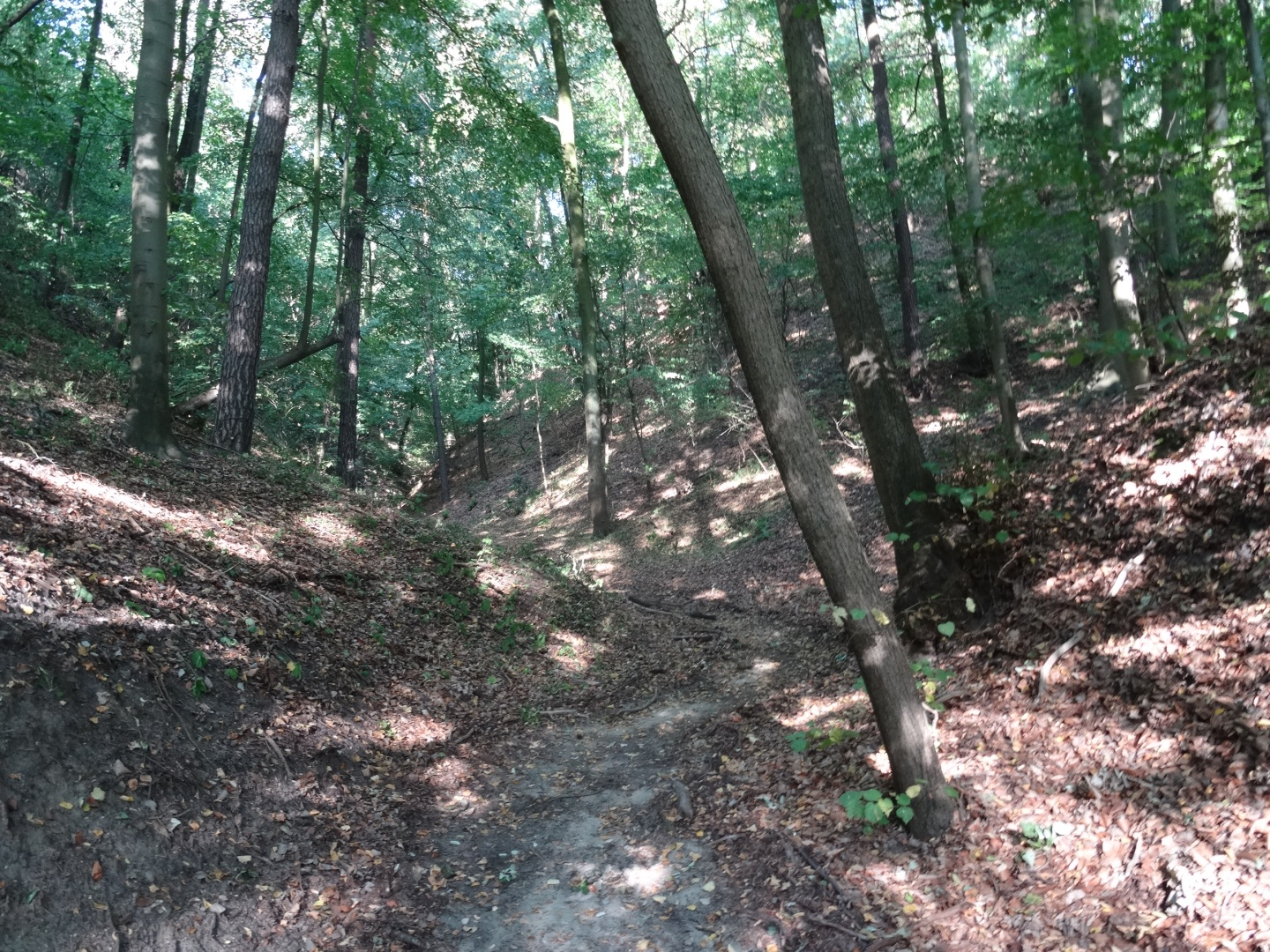
Jeden z parowów zbocza doliny Wisły we wsi Pień
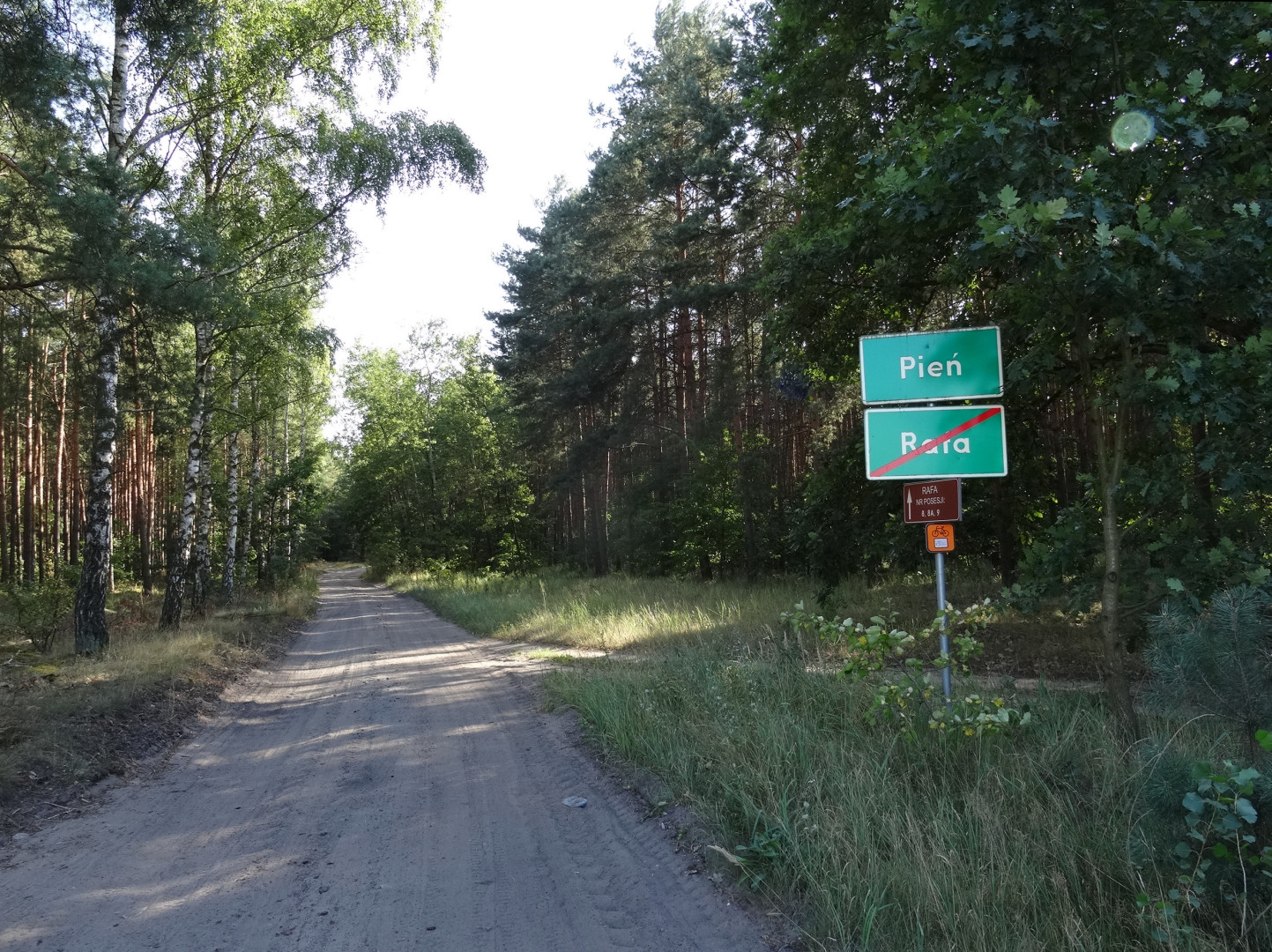
Wjazd do miejscowości od strony wsi Rafa